# 膣
膣 または腟（ちつ、英: vagina、独: Vagina）とは、動物における雌性の生殖器のうち、体内にあって体外の開口部に連なる末端部の名称である。この項目では便宜上、雌・女性という語を使用し、性別に言及する。

## 動物一般
一般的に雌性生殖器のうち、体表面と内部の子宮等の生殖器をつなぐ管状構造のこと。交尾・出産に使われる。無脊椎動物を含め、体内受精を行う動物ではこの構造を持つ例は少なくなく、下等な方では無腸動物にもその例がある。鳥類や幾つかの爬虫類、および単孔類など一部の哺乳類における膣は総排出腔（=総排泄腔）であり、昆虫や無脊椎動物においては卵管（=輸卵管）の末端部である。

### 哺乳類の場合
哺乳類においては雌の子宮から体外に通じる管状の器官であり、交接器と産道を兼ねている。また、膣の開口部（膣口）は外陰部に位置する。

#### 役割
膣の役割は以下のものがある。
- 膣壁や子宮、卵管などの内性器からの分泌物や、月経による血液と剥がれた内膜などを、体外に排出する道を提供する。
- 出産時に胎児を子宮から母体外へと運んでいくための経路、すなわち産道を提供する。
- 交尾（性交）によって雄の陰茎を受け入れ、生殖細胞（精子）を卵細胞（卵子）へ届けるための通り道となり受精を実現させる。

#### 処女膜
処女膜（Hymen）は、哺乳動物ではモルモット・ゾウ・鼠・ハクジラ・アザラシ・ジュゴン・キツネザルなどに存在する。多くの場合は膣口を完全に覆うものではなく、処女膜は膣口周囲を縁取る、もしくは部分的に覆う構造をしている。帯下（おりもの）や月経期間中の経血は、処女膜に空いた穴を通り排出される。処女膜の役目は「未成熟な内性器を細菌などから守るものだ」など諸説あるがはっきりしていない。ヒトにおいての処女膜はやや薄く、性交の経験がなくとも破れることはある。また、破れる際に必ずしも出血や痛みを伴うものではない。

#### 子宮頸部
子宮頸部およびその周りを取り囲む膣円蓋が膣の行き止まりを形成する。子宮頸部のほぼ中央部に子宮口（外子宮口）が開口しており、子宮頸管・子宮へとつながる。ヒトにおいて子宮頸部は約2〜3cm程度膣内に突出しており、周産期以外は子宮口のサイズは数ミリ以下である。膣の真上ではなく斜め前方についていることが多い。これは子宮が通常は前傾している事による。ただし、子宮が後屈している場合などはこの限りではない。

## ヒトにおける膣
ヒトにおいては、子宮頸部の周りを囲む膣円蓋部から体表面をつなぐ筋肉でできた伸縮性のある管状構造をしている。膣内は分泌液によって酸性に保たれ、細菌などの有害な異物の侵入を防いでいるが、いわゆる無菌状態ではない（代表的な菌として、デーデルライン桿菌がある）。この膣の自浄作用により、精子も大半が死滅するほどである（もちろん、妊娠を望まない性交を行う際には避妊が必須である）。膣の長さは約7〜9cm程度とされてはいるが、個人差も大きく膣自体に伸展性もあるため必ずしも平均に当てはまるものではない。月経周期や年齢によって子宮・膣を支える骨盤底筋の強さに変化が現れ、膣の長さが変化することもある。

### 女性の外性器の解剖学
女性の外性器は、よく「膣」であると言われるが、厳密には外陰部（=Vulva（ウルウァ：ラテン語の「子宮」に由来する）または、Pudendum（プデンドゥム：ラテン語で「恥るべき」を意味するpudendlus（プデンドゥス）から派生））のことである。外陰部を構成する小陰唇に挟まれた膣前庭部に膣口が開口している。膣は、厳密には体内の部分を指す医学用語である。
膣は性教育で示される模式図（断面図）のように空洞になっているわけではなく、通常は膣圧によって閉じられた状態である。性交（膣性交）はこの閉じられた膣を陰茎亀頭で押し広げながら、陰茎を奥へと挿入する行為であり、勃起が不充分な場合は膣圧によって押し戻されてしまい挿入が困難である。また、膣分泌液の分泌が不充分な場合は摩擦が強すぎて挿入が困難であり、女性が痛みを感じたり、膣壁を裂傷する場合もある。
このため挿入する際には、前戯などによってお互いの性的興奮を高め、男性は陰茎が充分に勃起し、女性は膣分泌液が充分に分泌されているのが望ましい。
膣内壁は皺襞（ひだ）状になっており、挿入された陰茎や亀頭を刺激し射精を促す。また、出産の際に胎児が通れるように広がるためでもある。
一部医師によって膣内壁の皺襞、疣贅（いぼ）の形状が尖圭コンジローマによるものと誤診されることがある。

## 語源
一般的には「膣（ちつ）」と表記されるが、「腟（しつ）」が使われる場合もある。いずれも常用漢字外である。小川鼎三の「医学用語の起こり」によると、「腟」は『重訂解体新書』（『解体新書』の改訂版）を訳出する際に作成した新字であり「しつ」と読ませようとしたが、既存の似た文字である「膣」に取って代わられ、読みも「ちつ」になったとされている。しかし、いずれの字も『康熙字典』に存在するため、この説には疑問が残る。ちなみに、中国語における「膣」は「肉が出来る」といった意味を表し、この字が女性器を表すのは日本語の用法である。Vagina のことを中国語では「陰道」と言う。
益田赤十字病院 第一産婦人科部長 水田 正能の「産婦人科医が“膣”を使ってはならない」からすると“腟”という漢字は，文政9年（1826年）『重訂解体新書』の中で，大槻玄沢が初めて使用している。
『重訂解体新書』は、『解体新書』の原典であるクルムスの『解剖圖譜』を翻訳、重訂したものである。その中で大槻玄沢は、“腟”を女性生殖器に用いた理由として、「腟、法技納〔羅〕、悉乙牒、〔蘭〕」とあり，さらに「按ズルニシケイデハ室ナリ。則チ男茎容受ノ室ナリ、且ツ胎産及ビ月経通利ノ道ナリ、イマ新ニ字ヲ製シテ訳シテシカ云ウ。室ノ辺傍肉ニ从ウ、音ヲ叱トナス、則チ会意ナリ。中略、肉生ズルナリノ腟ニハ非ズ」と書いている。これは、“腟”は以前より中国 に存在していた漢字で、『玉篇』に「腟チツ、音扶、肉生也」とある．
大槻玄沢は、中国製漢字の「肉が生ずる」という意味の“腟”の存在は知りつつも、臓器の特徴を著すために、「月（にくづき） 部」に「室」を会意した漢字“腟”を使用したのである。大槻玄沢の記載は、小生の出身地であ る岡山県津山市にある洋学資料館で『重訂解体新書』を拝見させていただき、確認した。どうして“膣”が誤用されているのか。一般に、“腟”は“膣”の略字であり、“膣”の方が古い 字体で正式だと誤解されているようである。
小川政修の『西洋醫學史』によれば、「妊娠診斷、受胎、陣痛促進（坐藥）、乳分泌増加（膏藥貼用）、通經（煎劑の腟内注入）」と、“醫學”“斷”“經”などの旧字体の中でも、“腟”が正確に使用されている。さらに断定的な証拠として、大槻文彦氏は『大言海』に、“腟”と“膣”は異義の字であると書いているが、「膣ハ篇海「音窒、肉生也」ト。今ハ腟ト同ジク用ヰル」と続く。この『篇海』は、前出の『玉篇』より後代の著であるので、強いて言えば「腟」の方が旧字体なのである．
Vaginaはラテン語で剣の鞘や植物の葉鞘、子房といった鞘状の構造一般を意味するvāgīna（ワーギーナ）に由来し、解剖学では膣を含めた鞘（さや）（包膜、包被としての役目を担っている構造）を意味する。膣粘膜は、vagina mucosaと呼ぶ。